# C18H18N6O5S2
化学式C18H18N6O5S2（摩尔质量：462.505 g/mol）可以指：
- 头孢孟多，CAS号：34444-01-4
- 头孢曲嗪，CAS号：51627-14-6

|  | 这个同类索引页列出了具有相同分子式的化学物（即同分異構體）条目。 除非您是有意链接至本页，否则应将相应条目的内部链接指向正确的条目。 |